# Convair X-6
De Convair X-6 was een experimenteel of X-vliegtuig dat zou worden gebouwd om onderzoek te doen naar het gebruik van kernenergie voor de voortstuwing van vliegtuigen (zie verder atoomvliegtuig).
Het plan was om een Convair B-36 om te bouwen tot testvliegtuig en, hoewel één NB-36H is omgebouwd tijdens dit project, werd het afgelast voordat er feitelijk een X-6 met kernenergiemotoren is gebouwd. De X-6 hoorde bij een groter programma dat duurde van 1946 tot 1961 met een totaal budget van 7 miljard US dollar.
De theorie achter het project was dat een strategische bommenwerper met kernenergie als voortstuwing in principe wekenlang in de lucht zou kunnen blijven zonder de beperking van conventionele brandstof.

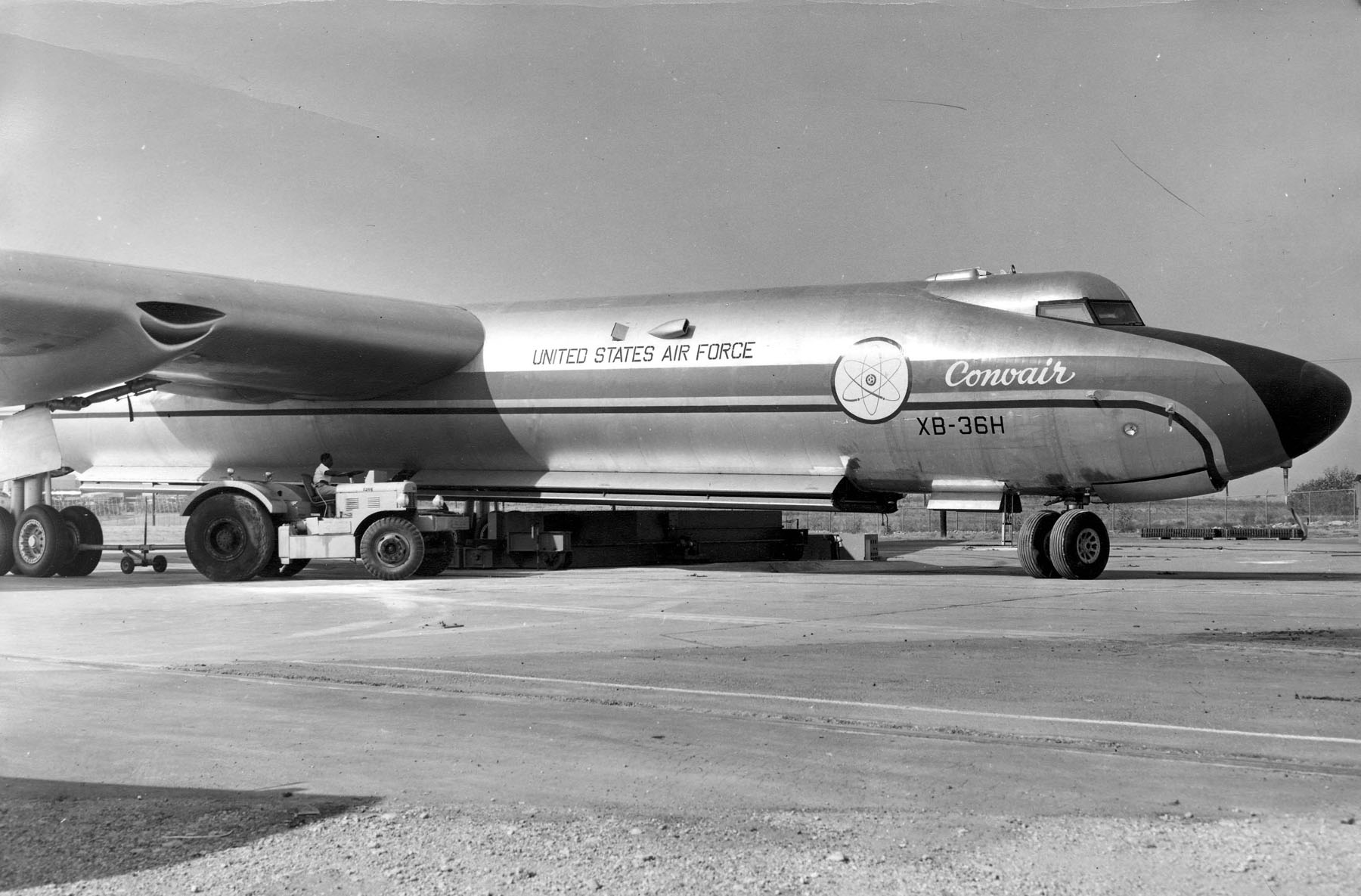
Convair NB-36H, vliegende testplaats voor het X-6 project

## Geschiedenis
In mei 1946 werd het project Nuclear Energy for the Propulsion of Aircraft, kortweg NEPA (in het Nederlands: Kernenergie voor de voortstuwing van vliegtuigen) gestart door de US Air Force. Studies werden uitgevoerd onder de koepel van dit programma tot 1951 toen het project werd vervangen door het Aircraft Nuclear Propulsion programma (ANP); hierin werd het plan opgevat om twee B-36’s om te bouwen onder het MX-1589-project: één toestel zou gebruikt worden om te onderzoeken welke afscherming nodig zou zijn bij dergelijke vliegtuigen, het andere zou de daadwerkelijke X-6 worden.

### Nuclear Test Aircraft
De eerste omgebouwde B-36 werd het Nuclear Test Aircraft (NTA): dit toestel was een B-36H-20-CF met serienummer 51-5712 die op 1 september 1952 op Carswell Air Force Base was beschadigd door een tornado. Het kreeg eerst de nieuwe benaming XB-36H, later NB-36H en werd omgebouwd zodat het in staat was een luchtgekoelde kernreactor van 3 megawatt mee te voeren in het bommenruim. De reactor, ASTR (Aircraft Shield Test Reactor) genaamd, was in werking maar zorgde niet voor de voortstuwing van het vliegtuig. Water werd gebruikt als moderator en als koelvloeistof door het door de reactorkern te pompen en af te koelen via een water-lucht warmtewisselaar naar de omringende lucht. Het enige dat toen werd getest was het effect van straling op de systemen van het vliegtuig.
Om de bemanning in het neusgedeelte te beschermen werd er in het toestel een lood- en rubberschild aangebracht van 12 ton. De voorruit van het vliegtuig werd vervangen door een van 15 cm dik acrylglas. De hoeveelheid lood en water in het schild kon worden gewijzigd. Hierbij werden metingen gedaan om de stralingsniveaus te vergelijken met berekende waarden om uit te komen op een zo goed mogelijke bescherming tegen een zo laag mogelijk gewicht voor de door kernenergie aangedreven bommenwerpers.
Het NTA voltooide 47 testvluchten in 215 uur, waarbij de reactor actief was in 89 uur. Deze vluchten vonden plaats tussen juli 1955 en maart 1957 boven New Mexico en Texas.
Deze vluchten waren de enige door de Verenigde Staten waarbij er een werkende kernreactor de lucht in werd gevoerd.
In 1958 werd de NB-36H geschrapt in Fort Worth toen het Nuclear Aircraft Program werd afgelast. Nadat de ASTR was verwijderd werd de NB-36H overgebracht naar de National Aircraft Research Facility.
Met de resultaten van het NTA werden in 1961 de X-6 en het hele kernenergie luchtvaartprogramma afgelast .

### Verder plannen ter ontwikkeling

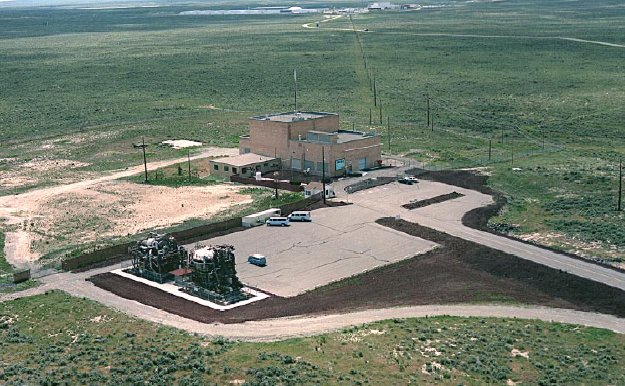
Experimentele kweekreactor nummer 1 in Idaho: de eerste reactor voor energieproductie in het gebouw bovenaan rechts. Linksonder de twee reactors van het ANP-project.

Zou dit programma doorgezet zijn geweest dan zou men verder zijn gegaan op basis van de vervanger van de B-36, de Convair YB-60.
Voor de X-6 waren General Electrics X-39-motoren in ontwikkeling met een P-1 reactor. Bij deze straalmotor wordt er geen brandstof verbrand maar zorgt de reactorkern voor de verhitting van de luchtstroom door de turbine. Een nadeel van dit principe is wel dat deze luchtstroom ook moet zorgen voor de koeling van de reactor zodat er, ook na de landing en bij stilstaan, voor gezorgd moet worden dat deze luchtstroom in stand blijft.
GE heeft twee prototypes gebouwd: zie foto.
Men heeft nog een ruim 106 meter brede hanger gebouwd in Test Area North, een deel van het National Reactor Testing Station (nu opnieuw deel van het Idaho National Laboratory) in Monteview, Idaho, maar voordat begonnen werd met de bouw van de 4572 meter lange startbaan werd het project afgelast. Een baan van deze lengte werd nodig geacht vanwege het verwachte gewicht van het toestel.

### Russische plannen
In de jaren 60 werd er in de Sovjet-Unie een dergelijk experiment uitgevoerd door het vliegtuigontwerpbureau van Toepolev met de Toepolev Tu-119: een gemodificeerde Tu-95-bommenwerper met aan boord een werkende kernreactor.